# Ahmed al-Mirghani
Alsaid Ahmed Ali Al-Mirghani (født 16. august 1941 i Khartoum Bahri nord for Khartoum i Sudan, døde 2. november 2008 i Alexandria i Egypten) var Sudans præsident fra 6. maj 1986 til 30. juni 1989.

## Links
- Biografi på sudan.net Arkiveret 13. september 2005 hos  Wayback Machine

1. ↑  Navnet er anført på bokmål og stammer fra Wikidata hvor navnet endnu ikke findes på dansk.
2. ↑  Navnet er anført på engelsk og stammer fra Wikidata hvor navnet endnu ikke findes på dansk.